# El Gastor
El Gastor este un municipiu în provincia Cádiz, Andaluzia, Spania cu o populație de 1.948 locuitori.
1. ↑  Nomenclátor Geográfico de Municipios y Entidades de Población (20240402 edition)